# Billy (Angel)
Billy conocido en América Latina y en España como Billy es el sexto episodio de la tercera temporada de la serie de televisión estadounidense Ángel. Escrito por Tim Minear en colaboración con Jeffrey Bell y dirigido por David Grossman. Se estrenó originalmente el 29 de octubre de 2001.
En este episodio Ángel investiga una ola de violencia en contra de las mujeres que está relacionada con Billy, el joven que se vio obligado a rescatar de los poderes del ser por extorsión. 

## Argumento
Ángel le enseña a Cordelia el arte de defenderse con la espada en caso de una emergencia, gracias a su experiencia como porrista Cordelia se coreografía rápido. En Wolfram & Hart, Lilah encuentra en su oficina a Billy (el joven que ayudó escapar de los poderes del ser) y a Gavin discutiendo hasta que llega el senador Blim, el tío de Billy, quien se lleva a su sobrino. Lilah le advierte a Gavin de alejarse de sus clientes. Gavin no está interesado en sus sugerencias y de pronto la ataca violentamente. 
Cordelia se da cuenta de que Wesley está enamorado de Fred y le sugiere que la invite a salir, la conversación es interrumpida cuando Cordy tiene una visión de una mujer siendo golpeada por su esposo. Curiosamente el acontecimiento pasó hace una semana y al investigar la evidencia, Ángel reconoce en una foto de la escena del crimen al joven que liberó de los poderes para salvar a Cordelia. Angel busca a Billy para detenerlo, pero la policía llega primero y se lo lleva bajo custodia. De camino a la comisaría, Billy usa sus poderes para enloquecer a un policía y hacer que golpee brutalmente a su compañera.
Culpándose de los eventos por ser inconscientemente responsable, Cordelia inicia su propia investigación, persuadiendo a Lilah de traicionar a Billy para así interceptarlo y detenerlo. Mientras en tanto Ángel trata de encontrar a Billy consultando a su primo. Wesley y Fred po otra parte analizan una muestra de la sangre de Billy, el cual infecta a Wesley y lo enloquece hasta el punto que comienza a agredir e insultar a Fred. En su intento por resistir a los ataques Fred se alía con Gunn quien aparece para ayudarla, pero tras descubrir que Wes se infectó por la sangre de Billy, le pide a Fred que lo deje inconsciente porque también tocó la misma muestra al llegar al hotel. Sin más elección que lastimar a sus amigos, Fred noquea a Gunn y deja fuera de combate a Wesley con una trampa improvisada.
Cordelia intercepta a Billy en un aeropuerto y se prepara para matarlo hasta que aparece Ángel. Billy trata de manipular al vampiro con sus poderes, pero este sorprendentemente no es afectado y lo ataca. Antes de que Ángel pueda hacerle algo a Billy, de la nada aparece Lilah y le dispara a Billy hasta a matarlo. 
Días después Ángel y Cordy vuelven a practicar defensa propia, Ángel le revela que no pudo ser afectado por Billy debido a que dejó atrás la capacidad de odiar. Fred visita a un asilado Wesley para comentarle que lo necesitan y que no lo culpa de lo sucedido. El inglés se siente culpable porque sabe que la violencia es parte de él y le comenta que la vera pronto, mientras se encierra para llorar solo.

## Elenco

### Principal
- David Boreanaz como Ángel.
- Charisma Carpenter como Cordelia Chase.
- Alexis Denisof como Wesley Wyndam-Pryce.
- J. Agust Richards como Charles Gunn.
- Amy Acker como Fred Burkle.

## Continuidad
- Ángel menciona que ya no puede odiar.
- Se revela que Wesley tiene sentimientos por Fred.
- Billy Blim fue liberado de los Poderes del Ser por Ángel (That Vision Thing)

## Recepción
Stephanie Romanov dijo que le final del episodio es uno de sus "momentos favoritos de Lilah. Fue la única vez que Lilah fue una heroína." No obstante, DVD Verdict llamó este episodio como El resplandor cuyo homenaje es una "metafora nada sutil" y que la "misoginia es MALA."
The Futon Critic lo nombró el mejor trigésimo sexto episodio de 2001, diciendo "Ningún programa muestra tantos temas como este episodio."